# 投資移民
投資移民，是移民的一種，通過投資証明自己長期有相當充裕的資產，且能為當地創造就業機會或稅收，以合乎入境地的移民政策之一。以投資移民定居的人士，其資產比較充實。申請投資移民的申請人，未必可以即時獲得居留權，因為要証明資產是新移民自己個人所有，不是借貸暫時所有。

## 投資資產
- 房地產
- 股票
- 生意